# 伊集院久信
伊集院 久信（いじゅういん ひさのぶ、天文13年（1544年） - 元和2年9月4日（1616年10月14日））は、戦国時代から江戸時代初期にかけての武将。島津氏の家臣。通称は源助。別名は東（ひがし）久春。法号は元巣。官位は肥前守。

## 略歴
永禄2年（1559年）8月に初陣、永禄5年（1562年）の横川合戦、永禄10年（1567年）の馬越城攻めなど数々の戦に参加。元亀3年（1572年）に起こった木崎原の戦いでの戦後処理の際には、島津義弘の命を受けて島津、伊東両軍の戦死者を弔う六地蔵塔を建てる。また同年、下大隅荒平での戦いで戦功をあげた。
天正6年（1578年）の高城川の戦い、天正12年（1582年）の沖田畷の戦いにも参加。また、天正11年（1583年）頃に義弘の家老となり、横川地頭を務めた。
文禄元年（1592年）、豊臣秀吉による治世に反発した梅北国兼に呼応して梅北一揆に参加している。慶長4年（1599年）の庄内の乱の際には飯野（宮崎県えびの市）地頭として鎮圧軍を派兵している。

## 系譜
- 父：伊集院久次
- 母：伊地知重貞娘
- 妻：不詳
  - 男子：伊集院久族